# 민정수석비서관
민정수석비서관(民政首席祕書官)은 대통령비서실 소속 차관급의 정무직공무원으로, 대통령비서실장의 지휘에 따라 분야별로 대통령을 보좌한다. 경제성장수석, 민정수석 등이 이에 속한다.

### 민정수석비서관
| 정부        | 대수 | 이름           | 임기                               | 비고                                                      |
| ----------- | ---- | -------------- | ---------------------------------- | --------------------------------------------------------- |
| 제3공화국   | 초대 | 유승원(柳承源) | 1968년 3월 23일 ~ 1970년 12월 10일 |                                                           |
| 제3공화국   | 초대 | 김시진         | 1970년 12월 10일 ~ 1974년 2월 5일  |                                                           |
| 제3공화국   | 2대  | 박승규(朴承圭) | 1974년 2월 5일 ~ 1980년 1월 1일    |                                                           |
| 제5공화국   | 초대 | 이학봉(李鶴捧) | 1980년 9월 9일 ~ 1986년 1월 8일    |                                                           |
| 제5공화국   | 2대  | 김용갑(金容甲) | 1986년 1월 14일 ~ 1988년 2월 24일  |                                                           |
| 노태우 정부 | 초대 | 한영석(韓永錫) | 1988년 3월 7일 ~ 1989년 3월 25일   |                                                           |
| 노태우 정부 | 2대  | 정구영(鄭銶永) | 1989년 3월 25일 ~ 1990년 12월 6일  | 법무부 검찰국장 역임                                      |
| 노태우 정부 | 3대  | 김영일(金榮馹) | 1990년 12월 6일 ~ 1990년 12월 27일 |                                                           |
| 노태우 정부 | 4대  | 이상연(李相淵) | 1990년 12월 27일 ~ 1991년 4월 29일 |                                                           |
| 노태우 정부 | 5대  | 안교덕(安敎德) | 1991년 5월 1일 ~ 1993년 2월 24일   | 한국농어촌공사 사장, 농수산물유통공사 사장 역임           |
| 김영삼 정부 | 초대 | 김영수(金榮秀) | 1993년 2월 25일 ~ 1995년 12월 20일 | 국가안전기획부 제1차장 역임                               |
| 김영삼 정부 | 2대  | 문종수(文鍾洙) | 1995년 12월 20일 ~ 1998년 2월 24일 |                                                           |
| 노태우 정부 | 초대 | 김성재(金聖在) | 1999년 6월 24일 ~ 2000년 1월 12일  |                                                           |
| 노태우 정부 | 2대  | 신광옥(辛光玉) | 2000년 1월 12일 ~ 2001년 9월 11일  |                                                           |
| 노태우 정부 | 3대  | 김학재(金鶴在) | 2001년 9월 11일 ~ 2002년 2월 8일   | 법무부 검찰국장, 차관 역임                                |
| 노태우 정부 | 4대  | 이재신(李載侁) | 2002년 2월 8일 ~ 2003년 2월 24일   |                                                           |
| 노무현 정부 | 초대 | 문재인(文在寅) | 2003년 2월 25일 ~ 2004년 2월 13일  | 민정수석비서관 2번역임,제 19대 대통령 역임                |
| 노무현 정부 | 2대  | 박정규(朴正圭) | 2004년 2월 13일 ~ 2005년 1월 12일  |                                                           |
| 노무현 정부 | 3대  | 문재인(文在寅) | 2005년 1월 20일 ~ 2006년 5월 2일   |                                                           |
| 노무현 정부 | 4대  | 전해철(全海澈) | 2006년 5월 3일 ~ 2007년 12월 21일  |                                                           |
| 노무현 정부 | 5대  | 이호철(李鎬哲) | 2007년 12월 21일 ~ 2008년 2월 24일 |                                                           |
| 이명박 정부 | 초대 | 이종찬(李鍾燦) | 2008년 3월 1일 ~ 2008년 6월 20일   |                                                           |
| 이명박 정부 | 2대  | 정동기(鄭東基) | 2008년 6월 23일 ~ 2009년 9월 1일   | 법무부 차관, 대검찰청 차장검사 역임                       |
| 이명박 정부 | 3대  | 권재진(權在珍) | 2009년 9월 1일 ~ 2011년 8월 5일    | 대검찰청 차장검사 역임                                    |
| 이명박 정부 | 4대  | 정진영(鄭鎭永) | 2011년 8월 20일 ~ 2013년 2월 24일  |                                                           |
| 박근혜 정부 | 초대 | 곽상도(郭尙道) | 2013년 3월 25일 ~ 2013년 8월 5일   |                                                           |
| 박근혜 정부 | 2대  | 홍경식(洪景植) | 2013년 8월 5일 ~ 2014년 6월 11일   | 대검찰청 대변인, 수원지방검찰청 성남지청장 역임           |
| 박근혜 정부 | 3대  | 김영한(金英漢) | 2014년 6월 12일 ~ 2015년 1월 10일  | 수원지방검찰청 성남지청장 역임                            |
| 박근혜 정부 | 4대  | 우병우(禹柄宇) | 2015년 1월 26일 ~ 2016년 10월 30일 |                                                           |
| 박근혜 정부 | 5대  | 최재경(崔在卿) | 2016년 10월 31일 ~ 2016년 12월 9일 | 법무부 차관 직무대리 역임                                 |
| 박근혜 정부 | 6대  | 조대환(曺大煥) | 2016년 12월 10일 ~ 2017년 5월 9일  |                                                           |
| 문재인 정부 | 초대 | 조국(曺國)     | 2017년 5월 11일 ~ 2019년 7월 26일  |                                                           |
| 문재인 정부 | 2대  | 김조원(金照源) | 2019년 7월 26일 ~ 2020년 8월 11일  |                                                           |
| 문재인 정부 | 3대  | 김종호(金宗浩) | 2020년 8월 11일 ~ 2020년 12월 31   | 감사원 사무총장 역임                                      |
| 문재인 정부 | 4대  | 신현수(申炫秀) | 2020년 12월 31일 ~ 2021년 3월 4일  |                                                           |
| 문재인 정부 | 5대  | 김진국(金晋局) | 2021년 3월 4일 ~ 2021년 12월 21일  |                                                           |
| 문재인 정부 | 6대  | 김영식(金泳植) | 2022년 1월 17일 ~ 2022년 5월 9일   |                                                           |
| 윤석열 정부 | 초대 | 김주현(金周賢) | 2024년 5월 7일 ~ 2025년 6월 2일    |                                                           |
| 이재명 정부 | 초대 | 오광수(吳桄洙) | 2025년 6월 8일 ~ 2025년 6월 13일   |                                                           |
| 이재명 정부 | 2대  | 봉욱 (奉旭)    | 2025년 6월 29일 ~                  | 대검찰청 차장검사, 대한민국 검찰청 검찰총장 직무대행 역임 |

### 사정수석비서관
| 정부        | 대수 | 이름           | 임기                              | 비고 |
| ----------- | ---- | -------------- | --------------------------------- | ---- |
| 제4공화국   | 초대 | 허삼수(許三守) | 1980년 9월 9일 ~ 1982년 12월 20일 |      |
| 제4공화국   | 2대  | 정관용(鄭寬溶) | 1982년 12월 20일 ~ 1986년 1월 8일 |      |
| 노태우 정부 | 초대 | 김영일(金榮馹) | 1990년 12월 27일 ~ 1992년 2월 6일 |      |
| 노태우 정부 | 2대  | 김유후(金有厚) | 1992년 2월 6일 ~ 1993년 2월 24일  |      |

### 법무수석비서관
| 정부      | 대수 | 이름           | 임기                              | 비고 |
| --------- | ---- | -------------- | --------------------------------- | ---- |
| 제5공화국 | 초대 | 이중근(李重根) | 1985년 3월 11일 ~ 1988년 2월 24일 |      |

### 민원수석비서관
| 정부      | 대수 | 이름           | 임기                              | 비고 |
| --------- | ---- | -------------- | --------------------------------- | ---- |
| 제4공화국 | 초대 | 안광석         | ? ~ 1980년 1월 1일                |      |
| 제4공화국 | 초대 | 이원홍(李元洪) | 1980년 1월 20일 ~ 1980년 7월 28일 |      |

## 같이 보기
- 대통령
- 대통령비서실